# Integrationsydelse
Integrationsydelse er en særligt lav dansk overførselsindkomst, der gives til indvandrere og øvrige indbyggere, der har opholdt sig i Danmark i færre end 9 ud af de seneste 10 år. Integrationsydelsen gives i stedet for kontanthjælp og er omtrent på niveau med et SU-stipendium. Integrationsydelsen er indført fra 1. september 2015, men minder meget om starthjælpen, der var i kraft i årene 2002-12.

## Historie
Den nytiltrådte Venstre-regering indgik i starten af juli 2015 forlig med Dansk Folkeparti, Liberal Alliance og De Konservative om indførelsen af en særlig integrationsydelse med virkning fra 1. september 2015. Ydelsen træder i stedet for kontanthjælp til personer med lovligt ophold i Danmark, der har boet uden for EU’s grænser i mere end ét ud af de sidste otte år. Formålet med ydelsen er at gøre det "mindre attraktivt at komme til Danmark og mere attraktivt at arbejde og bidrage til det danske samfund."
Integrationsydelsen kan ses som en de facto genindførsel af starthjælpen, der var en tilsvarende særlig nedsat ydelse for personer, der havde opholdt sig uden for Danmark og EU. Starthjælpen blev indført af regeringen i 2002, men forsvandt som led i afskaffelsen af de såkaldte ”fattigdomsydelser” med finansloven for 2012.

## Integrationsydelsens beløb
Satserne i 2015 sammenlignet med kontanthjælp fremgår af nedenstående tabel.
| Type                               | Integrationsydelse | Fuld kontanthjælp   |
| ---------------------------------- | ------------------ | ------------------- |
| Hjemmeboende under 30 år uden børn | 2.562              | 3.374               |
| Enlig uden børn                    | 5.945              | 10.849              |
| Gifte/samboende uden børn          | 11.890 (=5.945*2)  | 21.698 (=10.849*2)  |
| Enlig med barn/børn                | 11.888             | 14.416              |
| Par med barn/børn                  | 16.638 (=8.319*2)  | 28.832 (=14.416 *2) |

Har man danskkundskaber svarende til en bestået danskprøve 2, kan man opnå et tillæg på 1.500 kr. om måneden.
For en udeboende SU-modtager er SU-stipendiet i 2015 på 5.903 kr. pr. måned før skat. Der er en række andre økonomiske forskelle i praksis mellem betingelserne for SU-støtte og integrationsydelse. Således kan modtagere af SU-stipendier udnytte beskæftigelsesfradraget i deres skattebetaling, ligesom de kan supplere med SU-lån.

## Økonomiske konsekvenser
Ved indførelsen skønnedes forslaget at skabe en offentlig netto-besparelse på knap 400 mio. kr. på lang sigt.
Ud over indvandrerne, som er hovedmålgruppen, forventes integrationsydelsen at berøre ca. 1.700 danske statsborgere, der tidligere har opholdt sig i udlandet og dermed heller ikke opfylder kriterierne for at modtage fuld kontanthjælp. Ligeledes rammes tidligere hjemløse, der har været "faldet ud af systemet", herunder CPR-registret, idet de ikke kan dokumentere deres ophold i Danmark.

## Kritik
Juraprofessor Kirsten Ketscher fra Københavns Universitet har kritiseret ordningen for at være i strid med EU-retten, ifølge hvilken danske statsborgere har ret til at bevæge sig frit i EU og ikke må stilles ringere af den grund.